# Marek Stebnicki
Marek Stebnicki (* 11. November 1965 in Dynów) ist ein ehemaliger deutsch-polnischer Eishockeyspieler, der in seiner aktiven Zeit unter anderem für die Krefeld Pinguine und die Revierlöwen Oberhausen in der Deutschen Eishockey Liga aktiv war.

## Karriere
Stebnicki begann seine Karriere 1975 in der Nachwuchsabteilung bei Polonia Bytom. Dort durchlief er sämtliche Nachwuchsmannschaften und gehörte später zum Profikader in der höchsten polnischen Eishockeyliga, der Ekstraliga. Mit dem Klub gewann er in den Jahren 1984, 1986, 1988, 1989, 1990 und 1990 die polnische Meisterschaft. Des Weiteren gehörte er zum Kader der polnischen Nationalmannschaft, mit der er unter anderem an den Olympischen Winterspielen 1988 in Calgary teilnahm und dort den zehnten Platz erreichte. Insgesamt trug er 81 Mal das Trikot der Polen und erzielte 24 Tore. Nach seinem letzten Meistertitel mit Polonia im Jahr 1991 wechselte Stebnicki in die deutsche Bundesliga zum Krefelder EV. Dort konnte sich der Angreifer im Laufe der Jahre zu einem der Leistungsträger im Team entwickeln. So erzielte er in seiner vierten Saison beim KEV in 41 Ligapartien 42 Scorerpunkte. 
Zum Ende der Saison 1999/2000 entschloss er sich, einen Einjahresvertrag beim Ligakonkurrenten Revierlöwen Oberhausen zu unterschreiben. Mit den Revierlöwen erreichte er in der Hauptrunde den sechsten Platz und zog erstmals in der Geschichte der Revierlöwen in die Play-offs ein. Im Play-off-Viertelfinale schied er mit Oberhausen gegen den späteren Vizemeister München Barons nach drei Niederlagen aus. Stebnicki absolvierte in dieser Spielzeit insgesamt 62 Partien und konnte dabei 33 Mal punkten. Nachdem sein Vertrag in Oberhausen nicht verlängert worden war, kehrte er in sein Heimatland Polen zurück.
Dort nahm ihn der GKS Katowice unter Vertrag. Nach einer Saison verließ er den Klub wieder und schloss sich 2002 Dwory S.S.A. Unia Oświęcim an. Zum Ende der Spielzeit 2004/05 beendete Stebnicki seine aktive Eishockeykarriere im Alter von 39 Jahren.